# Шайтанов, Дмитрий Иванович
Дми́трий Ива́нович Шайта́нов (26 октября (8 ноября)  1907 года, Малошуйка, Онежский уезд, Архангельская губерния, Российская империя — 14 апреля 1984, Мурманск, РСФСР, СССР) — работник советской рыбной промышленности, капитан промысловых судов, Герой Социалистического Труда.
Родился 25 ноября 1907 года в деревне Малошуйка Онежского уезда Архангельской губернии в семье поморов. Работать начал с 14 лет. Сначала пастухом, затем сплавщиков леса, позже коком на паруснике «Мечта», матросом. В 1932 году переехал в Мурманскую область и устроился матросом на суда «Мургосрыбтреста». В 1933 году окончил курсы судоводителей маломерных судов. Стал капитаном мотобота «Бригадир». В 1937 году окончил судоводительское отделение Учебно-курсового комбината треста «Мурманрыба», перевелся штурманом на траулер РТ-25 «Сайда». С 1938 года работал капитаном на судах Мурманского тралового флота.
Во время Великой Отечественной войны служил на судах Главвоенпорта Северного флота и Мурманской базы военизированного тралового флота. С 1942 по 1946 годы осуществлял рыбный промысел в качестве капитана траулеров «Кольгосрыбтреста». С 1946 года вновь работает на судах Мурманского тралового флота, сначала старшим помощником, а затем — капитаном.
В 1959 году стал участником гагановского движения — начал выводить отстающие по показателям траулеры в передовые. Сначала он перевелся капитаном с траулера «Шексна» на «Поллукс», затем последовали РТ-130 «Сириус», РТ-183 «Североморск», РТ-221 «Перекоп».
13 апреля 1963 года указом Президиума Верховного Совета СССР за выдающиеся успехи в достижении высоких показателей добычи рыбы и производства рыбной продукции Дмитрию Шайтанову было присвоено звание Героя Социалистического Труда с вручением ордена Ленина и золотой медали «Серп и Молот».
В 1969 году ушел на пенсию.
Умер 14 апреля 1982 года в Мурманске. Похоронен на Новом кладбище.

## Награды
- Орден Ленина (1963 год)
- Медаль «За трудовое отличие» (1950 год)
- Медаль «За оборону Советского Заполярья»[3]

## Память
Именем Дмитрия Шайтанова было названо рыболовно-поисковое судно «Капитан Шайтанов».